# San Timoteo (titre cardinalice)
Pour les articles homonymes, voir San Timoteo.
Le titre cardinalice de San Timoteo (Saint Timothée) est érigé par le pape François le 14 février 2015. Il est attaché à l'église homonyme située dans la zone Casal Palocco, au sud-ouest de Rome. 

## Titulaires
| - Arlindo Gomes Furtado depuis 2015 |